# Anatheta surrufa
Anatheta surrufa är en skalbaggsart som först beskrevs av Thomas Casey 1911.  Anatheta surrufa ingår i släktet Anatheta och familjen kortvingar. Inga underarter finns listade i Catalogue of Life.